# Kilogramme par mètre carré
Le kilogramme par mètre carré (symbole : kg/m2) est l'unité SI de masse surfacique.